# Waldgeißblatt
Das Waldgeißblatt (Lonicera periclymenum), auch Wildes Geißblatt, Deutsches Geißblatt oder Wald-Heckenkirsche genannt, ist eine Pflanzenart aus der Familie der Geißblattgewächse (Caprifoliaceae).

## Beschreibung

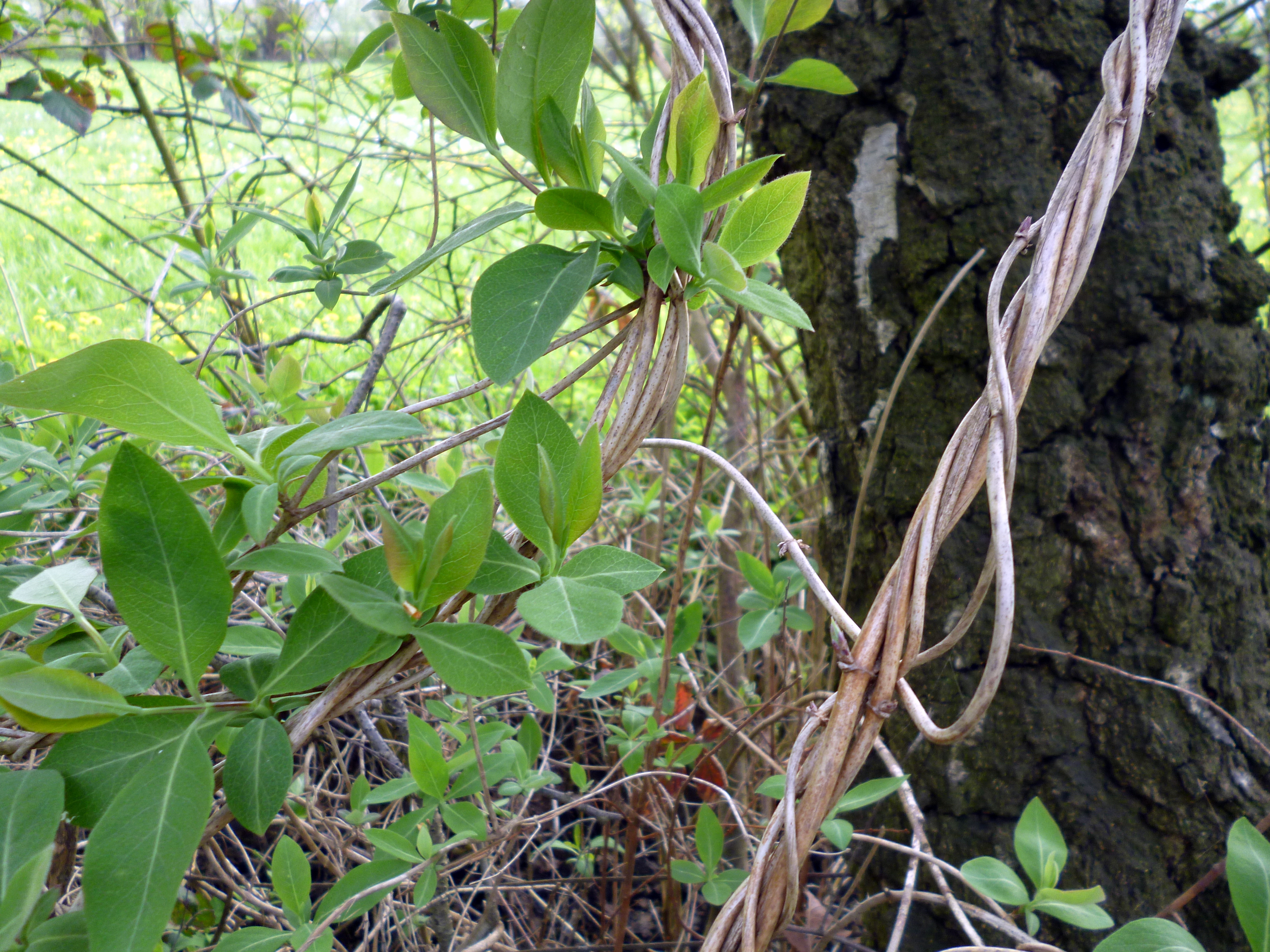
Die beim Waldgeißblatt typische Lianenbildung

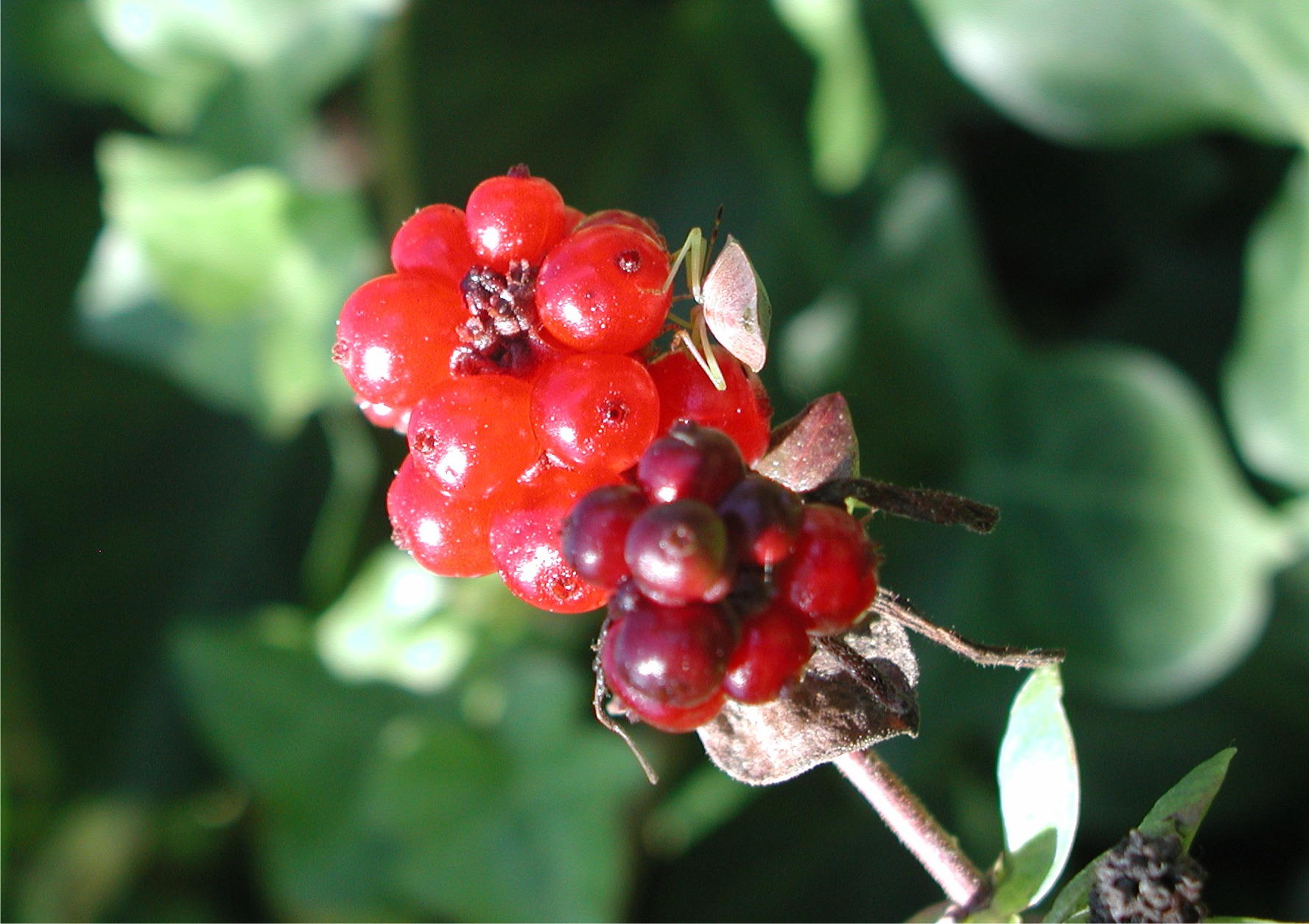
Früchte des Waldgeißblatts

Lonicera periclymenum wächst als Liane bis zu 25 Meter lang empor.
Dabei teilt sich die Pflanze in mehrere Schlingen, die einen Baum regelrecht „einspinnen“ können. Die Schlingen widerstehen selbst dem Dickenwachstum von Ästen und Stämmen, so dass sie im Laufe der Zeit schraubige Einkerbungen in deren Rinde verursachen. An felsigen Küstenabschnitten liegen die Lianen ausgebreitet auf dem Untergrund.
Die kurz gestielten bis sitzenden Laubblätter sind gegenständig. Sie sind kahl, ganzrandigen, rundspizig bis stumpf und eiförmige bis verkehrt-eiförmig, unterseits fahlgrün.
Das Waldgeißblatt ist vormännlich protandrisch. Es werden endständige Köpfchen mit Zymen und Deckblättern gebildet. Es blüht mit cremeweißen bis gelblichen und zuerst teils rosa bis rötlich gefleckten, fünfzähligen und zwittrigen Blüten, die einen süßen Duft verbreiten. Der kleine Kelch mit winzigen Zipfeln ist becherförmig (Hypanthium) und drüsig. Die schmal trichterförmige, drüsige Krone ist zweilippig und bis 5 Zentimeter lang. Die Oberlippe ist vierlappig und die schmale Unterlippe ausladend. Die Staubblätter sind ungleich lang. Der unterständige, drüsige Fruchtknoten ist dreikammerig mit langem Griffel und kopfiger Narbe. Es sind Nektarien vorhanden.
Es werden kleine, rote und rundliche, bis 8 Millimeter große, mehrsamige Beeren mit Kelchresten an der Spitze gebildet.
Die Chromosomenzahl beträgt 2n = 18, 36 oder 54.

## Vorkommen
Diese Kletterpflanze ist über weite Teile Europas verbreitet. Ihre nördlichsten Verbreitungsgebiete liegen im südlichen Norwegen und im südwestlichen Schweden. Sie wächst wild in Wäldern und buschreichen Gegenden. Sie ist eine Charakterart des Verbands Pruno-Rubion, kommt aber auch in Gesellschaften des Unterverbands Quercenion roboris-petraeae oder seltener in bodensauren Gesellschaften der Ordnung Fagetalia vor.

## Systematik
Man kann zwei Unterarten unterscheiden:
- Lonicera periclymenum L. subsp. periclymenum: Sie kommt in Europa vor von Portugal und Griechenland bis ins südliche Norwegen und südliche Schweden.[2]
- Lonicera periclymenum subsp. hispanica (Boiss. & Reut.) Nyman (Syn.: Lonicera hispanica Boiss. & Reut.): Sie kommt in Marokko, in Portugal und in Spanien vor.[2]

## Giftigkeit
Immer wieder verlocken die Beeren kleine Kinder zum Naschen, allerdings oft mit nachfolgendem Krankenhausaufenthalt, denn die Früchte des Waldgeißblatts sind giftig und verursachen Brechdurchfälle und Reizungen des Verdauungssystems.

## Ökologie

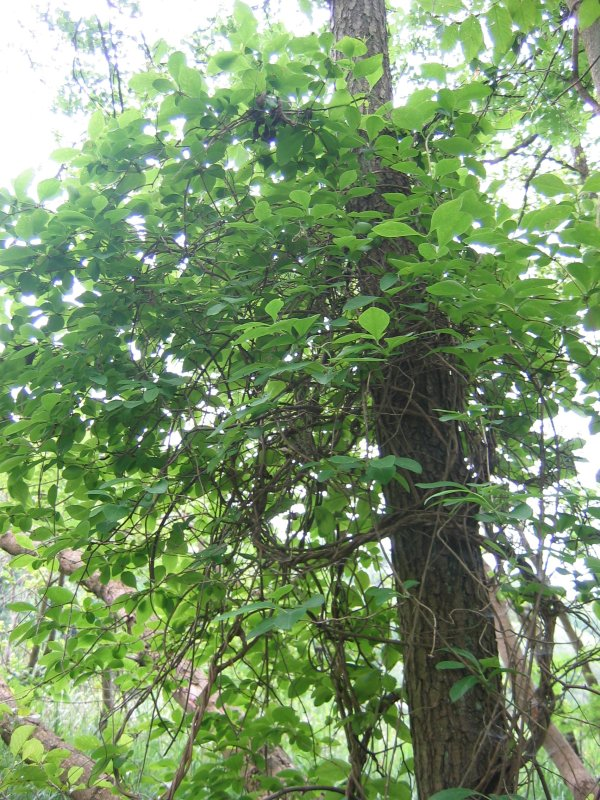
Waldgeißblatt im Wald

Das Waldgeißblatt ist ein winterkahles Klettergehölz, eine Liane. Im Gegensatz zu den meisten anderen Windepflanzen – aber ähnlich wie in unserer Flora der Hopfen, die Schlingknöteriche und die Schmerwurz – ist es ein Rechtswinder, also von oben betrachtet im Uhrzeigersinn windend. Außerdem ist es ein Tiefwurzler.
Die Blüten ruhen unter den warmen und hellen Tageszeiten und entfalten erst am Abend ihre volle Pracht. Sie werden abends meist von Eulenfaltern und langrüsseligen Schwärmern, die mit ihren langen Saugrohren die Blüten bestäuben können, besucht.
Die Blüten sind streng vormännliche „Eigentliche Lippenblumen“ und stehen in gestielten, kopfigen Zymen. Die Besucher werden durch Staubbeutel und Narbe auf ihrer Bauchseite berührt. Die Art ist eine typische Nachtschwärmer-Blume, d. h. die Blüten öffnen sich erst abends gegen 19 Uhr mit starkem Duft, dazu haben die Blüten ölige glatte Lippen und bis zu 4 cm lange Kronröhren. Es ist ein Farbwechsel der Blüten von rot über weiß nach gelb festzustellen. Der Nektar ist bei reichlicher Absonderung auch für langrüsselige Hummeln zugänglich. Der Pollen der herausgestreckten Staubbeutel ist auch für Schwebfliegen erreichbar. Blütezeit ist von Juni bis August.
Durch die roten Beeren wird die Verdauungsausbreitung der Pflanze gefördert. Fruchtreife ist von August bis September.
Vegetative Vermehrung erfolgt durch unterirdische Ausläufer.

## Trivialnamen
Für das Waldgeißblatt bestehen bzw. bestanden, zum Teil auch nur regional, auch die weiteren deutschsprachigen Trivialnamen: Alfranke (Mecklenburg, Vorpommern), Baumlilie, Beinweide (Bern, Graubünden), Durchholz (Eifel), unser Frauen Lien, Geißblatt, St. Georgenrosen (Leipzig, Mark Brandenburg), Gilgencurort (mittelhochdeutsch), Hahnenfüsslen (Elsaß), Henenblomen, Herzfreud (mittelhochdeutsch), Je länger je lieber (Meißen, Mark Brandenburg), Klommbock (Eifel bei Altenahr), Kotitten (Altmark, niederdeutsch), Kriup-dörn-Tium (Lippe), Lehlheck (Eifel bei Nürnburg), Lienenblumen, Lilien von Hiericho, Lilienfrucht, Memmekenskraut, Wilder Milchbaum, Wilde Randen, Rosen von Jericho (Leipzig, Nürnberg, Schaffhausen), Sichelkraut, Specklilie (Elsaß, Mecklenburg), Speckling (mittelhochdeutsch), Süchelt (mittelhochdeutsch), Sügelke, Sugha, Sughe, Sughake, Waldgilgen, Waldlilgen (mittelhochdeutsch), Waldmeister (Schlesien), Waldrebe, Waldried (Mecklenburg, Elsass, Bern), Waldwinde (mittelhochdeutsch), grot Wede, grot Wedewynde, grot Wyde, Wildranken, Wynde (mittelhochdeutsch), Wynden (mittelhochdeutsch), Zauling (mittelhochdeutsch), Zaungilge (Thüringen), Zaunlilien (Elsaß), Zaunling, Zuckerfuß und Zwickholz (im Sinne von Holz für Schusterzwecke).

## Verwendung
Mehrere Sorten werden als Zierpflanzen in Parks und Gärten verwendet.